# Foresta statale di Galm
La foresta statale di Galm (Staatswald Galm in tedesco, Forêt domaniale du Galm in francese) è un territorio del Canton Friburgo che non appartiene a nessun comune, all'interno del distretto di See.

## Geografia fisica
Il territorio di Galm è controllato direttamente dall'amministrazione cantonale di Friburgo. Ha una superficie di 2,56 km² e si trova nel distretto del Lago. Il codice BFS è 2391 (2285 fino al 31 dicembre 2003).

## Storia
La foresta di Galm fu concessa ad uso comune nel 1342 da parte del signore locale, il Conte di Savoia. Tuttavia questo portò ad un grave impoverimento della foresta, dovuto principalmente all'eccessiva deforestazione ed al pascolo dei suini. Influenzate dai recenti studi sulla gestione delle risorse forestali, le città di Berna e Friburgo assunsero il controllo congiunto della foresta di Galm nel XVIII secolo e ne permisero un uso limitato. Infine un terzo della foresta venne recintato e lo sfruttamento fu impedito. Con l'Atto di Mediazione del 1803, Napoleone Bonaparte assegnò la foresta di Galm al Canton Friburgo. In seguito divenne una foresta statale, caso unico in Svizzera. Tuttora l'area non appartiene ad alcun comune.